# کتابخانه ملی اسلوونی
کتابخانه ملی اسلوونی (به لاتین: National and University Library of Slovenia) یک کتابخانه ملی در اسلوونی است که در شهرداری شهر لیوبلیانا واقع شده است.